# 丽江舌唇兰
丽江舌唇兰（学名：Platanthera likiangensis）为兰科舌唇兰属下的一个种。

## 扩展阅读
- 維基物種上的相關：丽江舌唇兰